# Elbert Henry Gary
Elbert Henry Gary, född 8 oktober 1846 i Wheaton, Illinois, död 15 augusti 1927 på Manhattan i New York, var en amerikansk industriman.
Gary praktiserade som jurist i Chicago 1869-1898 och blev 1898 ledare för Federal steel co. När detta företag 1901 uppgick i US Steel Corporation blev Gary chef för detta företag. Staden Gary, Indiana är uppkallad efter honom.